# Leila Pinheiro

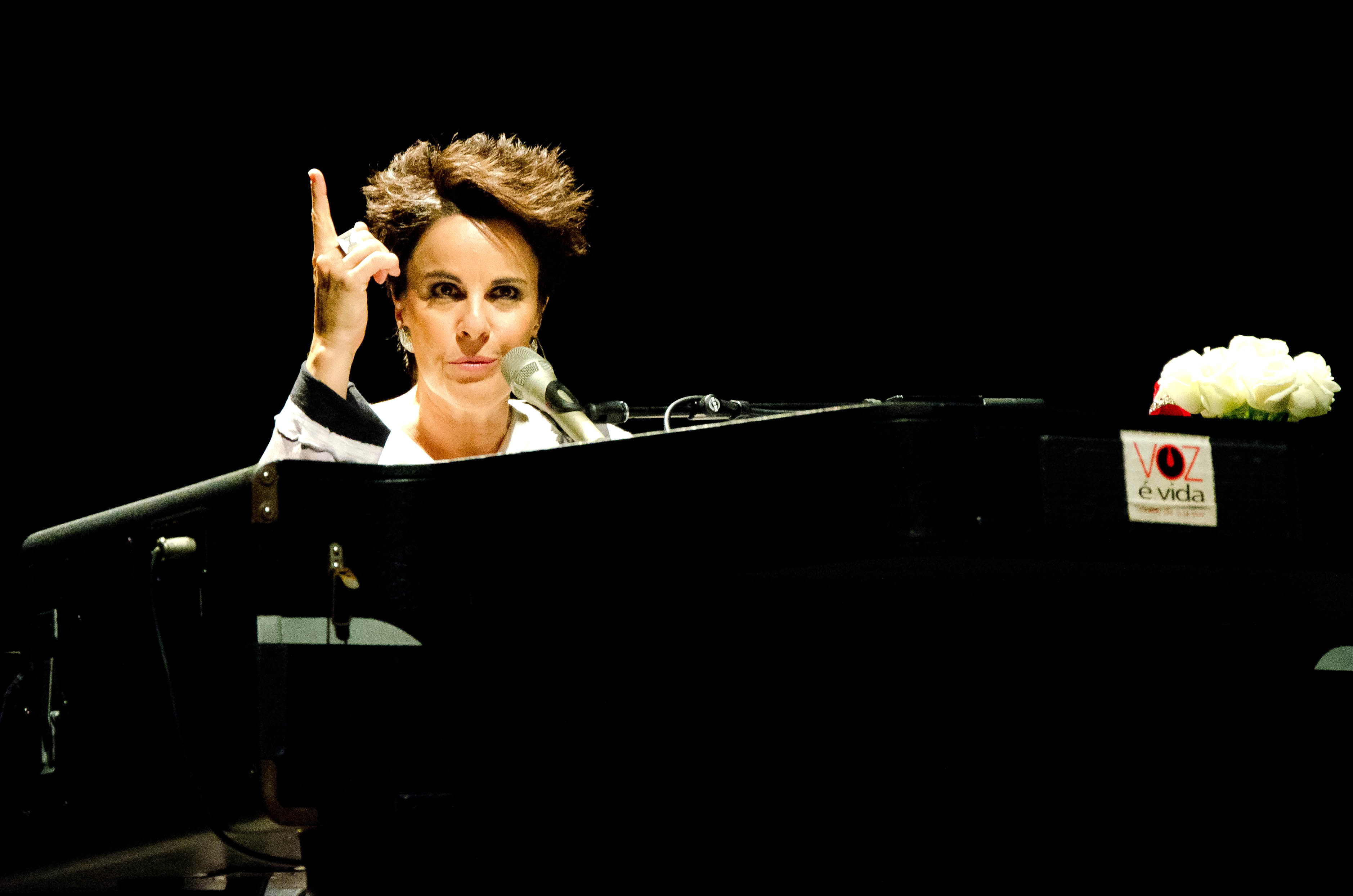
Leila Pinheiro (2012)

Leila Pinheiro (* 16. Oktober 1960 in Belém) ist eine brasilianische Bossa-Nova-Sängerin und Pianistin.

## Leben
Pinheiro begann ihre musikalische Ausbildung im Alter von zehn Jahren und hatte ab 1965 Klavierunterricht bei Guilherme Coutinho. 1978 begann sie eine medizinische Ausbildung, die sie zwei Jahre später nach ihrer erfolgreichen Teilnahme an Der Show Sinal de Partida im Teatro da Paz von Belém abbrach. 1981 zog sie nach Rio de Janeiro und nahm ihr erstes Album (Leila Pinheiro) mit dem Special Guests Tom Jobim, João Donato, Ivan Lins, Francis Hime und Toninho Horta auf, das zwei Jahre später in der Sala Funarte mit dem Gastkünstler Sérgio Ricardo präsentiert wurde.
1984 trat Pinheiro mit dem Zimbo Trio in Bogotá und Barranquilla auf. Beim Festival dos Festivais von TV Globo gewann sie 1985 den Dritten Preis und den Preis der Entdeckung als Sängerin. Ab 1986 hatte sie einen Vertrag bei Polygram und veröffentlichte dort ihr Album Olho Nu (mit Pat Metheny). Dieses erschien zugleich in Japan und brachte ihre eine Einladung als Vertreterin Brasiliens beim 17. Yamaha-Festival. Die Associação Brasileira dos Produtores de Discos (ABPD) zeichnete sie 1987 als weibliche Entdeckung des Jahres aus.
Pinheiros drittes Album Alma erschien 1988. Im gleichen Jahr tourte sie mit Wagner Tiso im Projeto Pixinguinha durch Brasilien. Im Folgejahr produzierte Roberto Menescal mit ihr ein Bossa-Nova Album. Zugleich nahm sie in Brasilien Benção Bossa Nova auf, das bereits 1990 mit 200.000 Exemplaren das meistverkaufte Bossa-Nova-Album Brasiliens wurde. Bei der Noite da Bossa Nova in Rio de Janeiro trat sie neben Musikern wie Carlos Lyra, Verônica Sabino, Leny Andrade, Os Cariocas und Johnny Alf auf. Ihre Alben Coisas do Brasil (1993 bei Polygram) und Isso é Bossa Nova (1994 bei EMI Music) gewannen je eine Goldene Schallplatte.
Ihre erste Europatournee führte Pinheiro 1993 durch Belgien, die Niederlande, Frankreich und Spanien. Mit Baden Powell, Toquinho und Carlos Lyra nahm sie 1997 an der Show Vivendo Vinícius zu Ehren von Vinícius de Moraes teil. Im gleichen Jahr begleitete sie als special guest Ivan Lins bei einer Tournee durch die USA mit Auftritten in elf Städten und einem Abschlusskonzert im Blue Note. Im Anschluss hatte sie in der Carnegie Hall einen Auftritt in der Show All Jobim neben Ivan Lins, Dori Caymmi, Al Jarreau, Joe Lovano, Eugene Malov, Sharon Isbin und anderen. 1998 trat sie im Lincoln Center mit den brasilianischen Sängern Bebel Gilberto, Patricia Marx, Carol Saboya und dem Quinteto D'Ellas auf. Bei verschiedenen Shows arbeitete sie im Folgejahr u. a. mit Paulo Bellinati, Lula Galvão, Paulo Sérgio Santos, Nelson Faria, Luiz Brasil, Roberto Menescal, Flávio Venturini, Margareth Menezes, der Gruppe Madredeus und dem Orquestra Jazz Sinfônica zusammen.
Ebenfalls 1999 sang sie im International Convention Center Jerusalem begleitet vom Jerusalem Symphony Orchestra und sang auf dem Album Casa de Samba 3 ein Duett mit Walter Alfaiate. Ihr 2000 erschienenes Album Reencontro war den Kompositionen von Ivan Lins und Gonzaguinha gewidmet.

## Diskographie
- Leila Pinheiro, 1979
- Olho Nu, 1986
- Alma, 1988
- Benção Bossa Nova, 1989
- Outras Caracas, 1991
- Coisas do Brasil, 1993
- Isso é Bossa Nova, 1994
- Catavento e Girassol, 1996
- Na Ponta da Língua, 1998
- Reecontro, 2000
- Para Sempre, 2001
- Mais Coisas Do Brazil, 2002
- Identidade, 2002
- A Bossa de Leila Pinheiro, 2003
- Nos Horizontes Do Mundo, 2005
- A Arte de Leila Pinheiro, 2006
- Nos Horizontes Do Mundo Ao Vivo, 2007
- Agarradinhos, 2008
- Pra Iluminar, 2009
- Meu segredo mais sincero, 2010
- Raiz, 2011
- Ceu e Mar 2012
- Faz Parte do Meu Show: Cazuza em Bossa, 2020
- Cenas de um Amor, 2020